# Combate de Martín García (1838)
El combate de Martín García fue librado el 11 de octubre de 1838 entre las fuerzas de defensa de la Confederación Argentina y la alianza de Francia con las tropas del caudillo oriental colorado Fructuoso Rivera, que intentaba ocupar la estratégica isla como parte de las operaciones del bloqueo francés. La isla fue capturada pese a la heroica defensa de la guarnición.

## Antecedentes
El 28 de marzo de 1838 la escuadra francesa cerró efectivamente al comercio la ciudad de Buenos Aires y los puertos fluviales de la Confederación Argentina. El Bloqueo francés al Río de la Plata fue justificado por la negativa del gobierno de Juan Manuel de Rosas a aceptar la exigencia de exceptuar a los súbditos franceses de las obligaciones del servicio militar, obtener satisfacciones por supuestas ofensas a ciudadanos de esa nación, y asegurar el tratamiento de nación más favorecida a Francia por parte de la Confederación Argentina. 
No obstante, fue provocado y agravado fundamentalmente por la actitud arrogante de la representación francesa a cargo interinamente del vicecónsul Aimé Roger, amparada en la política expansionista de Luis Felipe de Orleáns, y el apoyo francés al general Andrés de Santa Cruz en la escalada bélica que conduciría a la Guerra contra la Confederación Peruano-Boliviana.
La acción militar francesa promovió por todos los medios y logró aglutinar la oposición a Rosas, impulsando numerosos movimientos revolucionarios en el Uruguay y en las provincias argentinas, con el objeto de poner fin al gobierno del gobernador de la Provincia de Buenos Aires.
La fuerza francesa al mando del contraalmirante Luis Francisco Leblanc estaba compuesta por la fragata Minerve, corbetas Sapho, Camille, Perlé, Adour, Expeditive y Bordelaise, bergantines Pylade, Solphe, Cerf, Latin, Badine, Assas y Alerte, naves que estacionaron en los fondeaderos de Buenos Aires, Salado, Tuyú, Ensenada y Martín García.
A estos buques se sumaron las goletas Vigilante, Eclaire, Forte, San Martín, Fortune, Martín García, Ana, Caimán, Firmeza y Ceres, que fueron adquiridas en Montevideo.
El 23 de septiembre Roger presentó un ultimátum a Rosas concediéndole 48 horas para aceptar las reclamaciones, plazo que Rosas dejó caer sin responder. 

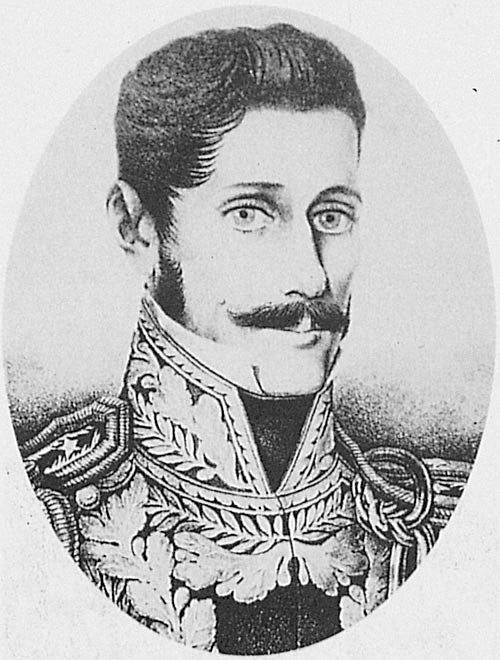
Manuel Oribe.

El 27 Roger elevó una propuesta a través del gobierno de Manuel Oribe por la que la Confederación cedía en todos los puntos pero al manejarse por anexos secretos cubría las apariencias de cara a la opinión pública argentina, propuesta que fue rechazada por el nuevo ministro de relaciones exteriores, Felipe Arana, como ignominiosa.

## Ataque a la isla Martín García
El 1 de octubre Arana propuso la mediación del encargado de negocios británico. Cuando se esperaba que el representante francés, aceptando la mediación, arribara a Buenos Aires a bordo de la fragata HMS Calliope, se tuvo en cambio noticias del rechazo de Roger y de que, aprovechando esa iniciativa, se había organizado y ejecutado el día 11 un ataque de la fuerza bloqueadora — en conjunto con buques y tropas de Rivera — sobre la Isla Martín García, la que había sido ocupada.
El momento de la operación, prevista por otro lado en el plan de acción del mes de agosto, pareció elegido para deliberadamente impedir la mediación. El capitán Hipólito Daguenet había recibido de Leblanc el 22 de septiembre la orden de apresar a la pequeña escuadrilla de Toll estacionada en Paysandú. Ante la mediación, Roger dispuso que bloqueara la isla pero Leblanc deseoso de un acto de fuerza dispuso la ocupación directa, dando participación a Rivera para guardar las formas.

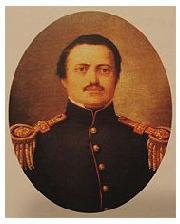
Jerónimo Costa.

La isla estaba defendida por 110 hombres al mando del jefe del Regimiento de Patricios el coronel Jerónimo Costa. A estas fuerzas se había agregado el capitán Juan Bautista Thorne, comandante de la Goleta Sarandí, enviado para reforzar la artillería de la pequeña guarnición.
Las trincheras no estaban terminadas y los cañones, de a 12, no estaban adecuadamente montados. 
El 10 de octubre se presentó ante Martín García una flota de ocho navíos, cuatro franceses y cuatro de los partidarios de Rivera, al mando de Daguenet, quien intimó a Costa la rendición. Tras consultarlo con sus oficiales, Costa la rechazó, respondiendo que "Sólo tengo que decir que, de acuerdo a mi deber, estoy dispuesto a sostener el honor de la nación a la que pertenezco."
El 11 de octubre de 1838 los buques, con unos 40 cañones, mantuvieron un intenso bombardeo sobre la posición. Al finalizar la jornada y cubiertos por la artillería desembarcaron las fuerzas aliadas, alrededor de 500 hombres (150 de ellos uruguayos al mando el capitán italiano Santiago Sciurano, alias Chentopé, jefe de la escuadrilla de Rivera), que asaltaron la posición en tres columnas.
Pese a la eficaz resistencia de Costa y sus hombres, la posición fue tomada y los defensores tomados prisioneros. El parte de Costa resume el combate:

"La artillería de los barcos no nos dio un momento de respiro, pues numerosos proyectiles dieron en la plataforma todavía sin concluir, levantando nubes de tierra y volcando varios hombres.
Las columnas arriba mencionadas de ataque, obraron con vigor, pero fueron detenidos por nuestros bravos hombres que tuvieron que soportar a descubiertos el fuego, pues los parapetos estaban sin concluir; esto lo hicieron con gallardía.
Después de un combate de una hora y cuarto, tan desigual como contestado, todas las columnas cargaron sobre el reducto, cuyas trincheras hubiera podido saltar un niño de cuatro años, porque estaban inconclusas.
El enemigo colocado bajo nuestro fuego y nuestros doce libras desmanteladas como ocurrió en la acción, pues caían a cada descarga, teniendo por consiguiente que volverlos a colocar por la fuerza.
Observé que una caja de municiones estaba incendiada siendo el fuego extinguido con gran dificultad. En esta emergencia el enemigo tomó posesión del reducto.
Triunfaron, pero ello fue debido a su fuerza mucho mayor, su escuadra y otras circunstancias que han sido relatadas. Yo y mis compañeros de armas fuimos hechos prisioneros, pero fuimos tratados con la mayor generosidad por oficiales y soldados franceses. Durante el asalto todas las habitaciones de la isla fueron saqueadas, pero los oficiales del enemigo devolvieron todo lo que encontraron.
Las pérdidas del enemigo han sido considerables ; por nuestra parte tenemos que deplorar la pérdida de 12 soldados muertos y 20 o 25 heridos.
Siendo infinito placer en recomendar a la consideración del gobierno la brava conducta de dos valientes oficiales: mayor graduado Juan B. Thorne, quien tenía el cargo de la artillería con el intrépido subteniente Molina; como también la bravura de los tenientes de milicias Benito Argerich, que encabezaba la infantería, Antonio Miranda, Juan Rosas y Domingo Turreiro. El valor y entusiasmo de las tropas son sin paralelos y por consiguiente, los reconocimientos, los recomiendo a la consideración de Su Excelencia, habiendo cumplido honorable y dignamente con su deber."
Parte de Jerónimo Costa, acción de Martín García.

## El regreso
La defensa de la isla ante el asalto de las fuerzas francesas unidas a los buques piratas que navegan bajo las órdenes de Rivera y una división de fuerza armada perteneciente a las hordas de este bandido motivó al Comandante del bloqueo Hipólito Daguenet a recomendar por su valor y eficacia al responsable de la plaza, el coronel Jerónimo Costa.
Efectivamente, tras dejar a cargo de la isla a los riveristas, Daguenet trasladó a los prisioneros a Buenos Aires y solicitó una tregua para desembarcarlos en razón de "que no deben ser retenidos por su heroico comportamiento". Rosas la concedió y el 14 los lanchones del D'Assas llevaron a tierra a los 97 prisioneros. El comandante Lalande de Calán acompañó personalmente a Costa, Thorne y Argerich, y permitió enarbolar en la proa del bote que los conducía el pabellón argentino. 
Costa llevaba también una carta de Daguenet para Rosas recomendando su valor:

Al Sr Gobernador General de la República Argentina.
Exmo. Señor:
Encargado por el Sr. Almirante Leblanc, comandante en Gefe de la estación del Brasil y de los mares del Sur, de apoderarme de la Isla de Martín García con las fuerzas que había puesto á mi disposición para este objeto, desempeñé el 11 de este mes esta misión que me había sido confiada. Ella me ha presentado la oportunidad de apreciar los talentos militares del bravo Coronel Costa, Gobernador de esta isla, y de su animosa lealtad hacia su país. Esta opinión tan francamente manifestada, ha sido también la de los Capitanes de las corbetas francesas, la Expeditive y la Bordalaise, que han sido testigos de la increíble actividad del Sr. Coronel Costa, y las sabias disposiciones tomadas por este oficial superior, para la defensa de la importante posición que estaba encargado de conservar. Lleno de estimación por él he creido que no podría darle una mejor prueba de los sentimientos que me ha inspirado, que manifestando á V.E. su bella conducta durante el ataque, dirigido contra él el 11 de este mes por fuerzas bastante superiores á las de que él podía disponer.
Soy con el más profundo respeto, Sr. Gobernador General, de V.E. su muy humilde y muy obediente servidor.
El Comandante del bloqueo y Gefe de la expedición sobre Martín García, 
Hipólito Daguenet
A bordo del d'Assas, delante de Buenos Aires, el 14 de octubre de 1838

Al combinarse el conflicto con Francia y con la guerra civil que se expandía por las provincias, Rosas no pudo ya negociar, por cuanto cualquier concesión aparecería como impuesta por sus adversarios. Rosas optó por la estrategia de controlar el frente interno, apoyarse en Gran Bretaña y evitar acciones directas sobre las fuerzas francesas, contando con que el tiempo jugaba a su favor.
En 1839 esa política empezó a dar sus frutos. Gran Bretaña comenzó a presionar al gobierno francés por una resolución del conflicto, que afectaba al comercio británico y amenazaba con extender la influencia francesa en ambas márgenes del Plata. Igualmente, la captura de dos buques americanos y la reacción de los Estados Unidos forzó al gabinete francés a ser menos estrictos en exigir el cumplimiento del bloqueo a los países neutrales. Por otro lado, la posición de Rosas continuó consolidándose.

### El fin del bloqueo

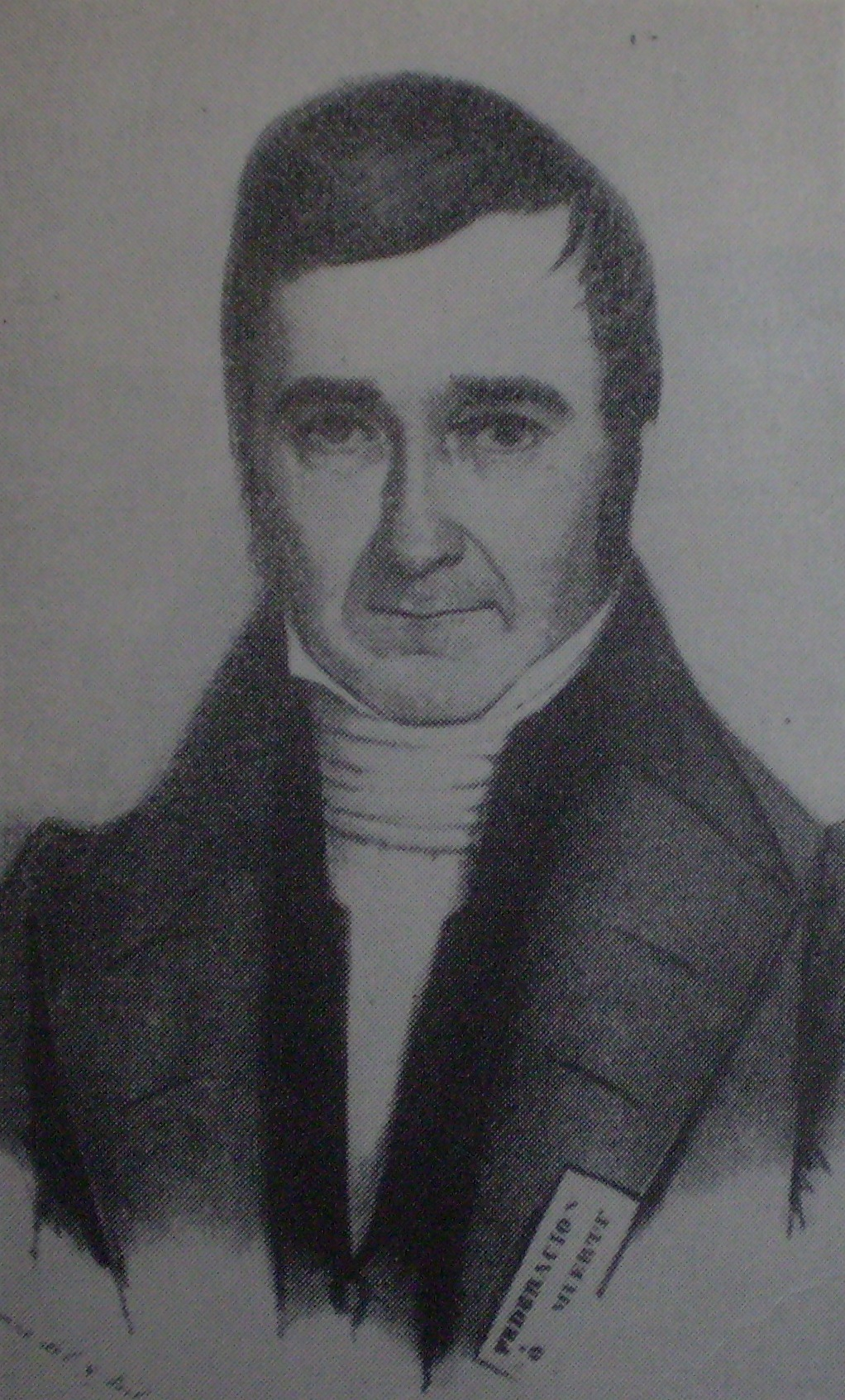
Felipe Arana.

El 24 de julio de 1839 partió del puerto de Tolón una segunda escuadra, al mando el almirante y ministro de marina Ángel Renée Armand de Mackau, barón de Mackau. Llevaba instrucciones de repudiar cualquier compromiso que hubiera asumido Roger con sus aliados y hacer la paz si era factible; de lo contrario, debía proseguir la guerra. 
Como un signo de distensión, el 6 de enero de 1840 Leblanc fue sustituido por el Almirante Jean Henri Joseph Dupotet a bordo del Atalante.
Por el tratado Mackau-Arana del 29 de octubre de 1840 la Confederación Argentina y Francia se concedían recíprocamente la condición de nación más favorecida, mientras que los aliados de Francia en el conflicto quedaban en los hechos solos ante Rosas. Finalmente, el bloqueo fue levantado y la isla de Martín García, así como los barcos capturados, fueron devueltos al gobierno de Buenos Aires.
Respecto a la devolución de Martín García, Mackau quería diferirla hasta ratificarse el tratado por el gobierno francés, pero Rosas exigió que se hiciese dentro de ocho días, reponiéndose sus cañones y armamentos, lo que finalmente se concedió.

## El combate según los unitarios y los federales
La posición de los adversarios de Rosas no fue unánime.  
Mientras algunos se oponían a la intervención otros la apoyaban sin disimulos.
El 21 de noviembre de 1840 Bartolomé Mitre publicaba en el Nacional de Montevideo un poema lamentando que en Martín García volviera a izarse la bandera argentina y culpando al negociador francés Mackau del hecho:

La bandera de Austerlitz
flameaba en Martín García
y a su lado relucía
del oriente el pabellón
Y hoy entre el polvo se ven
porque el inmundo tirano
las arrancó con la mano
gracias señor Mackau!
Banderas que se elevaron
con la sangre de cien bravos
sobre los cuerpos de esclavos
y entre el humo del cañón
De esas banderas gloriosas
coronadas de mil flores
quién ensució los colores?
el almirante Mackau!
El Nacional de Montevideo, 21 de noviembre de 1840.

José Rivera Indarte escribiría años después que 

Los franceses no atacaban la integridad de la independencia americana sino que al sustentar los derechos de sus compatriotas sostenian los principios de la civilización
Existiendo tantos puntos de contacto en la cuestion é intereses orientales y la cuestion é intereses franceses insensatez habría sido no ponerse de acuerdo y guerrear de consuno. Bajo los auspicios del general Rivera los argentinos libres hicieron una alianza de honor con los franceses. Unos y otros tenían que combatir los principios sangrientos del vil degollador Rosas
José Rivera Indarte, El General Rosas y sus opositores, Imprenta de mayo de 1853.

Por otra parte, Florencio Varela escribía el 20 de abril de 1838 a Juan María Gutiérrez, quién procuraba convencerlo de las bondades de la intervención: 

Conociéndome Ud. bien no debió dudar de mi opinión en la cuestión francesa. Yo no tengo partido en cuestiones nacionales; el extranjero armado contra mi país nunca tiene razón para mí.

El 16 de octubre de 1838, el general Lavalle escribía a Martiniano Chilavert:

"La isla Martín García ha sido tomada a viva fuerza por escuadrillas aliadas…40 piezas tiraban sobre un malísimo parapeto y 500 infantes completaron el suceso. El honor del pabellón argentino ha quedado bien, pues el joven Costa se ha batido en héroe, como dicen los galos. Perdió 60 muertos y el mismo ha quedado prisionero y herido.Los agresores han tenido 50 muertos."

En 1839 el general José de San Martín, retirado en Francia, tras ofrecer sus servicios a Rosas por considerar que estaba en juego el honor nacional y la soberanía, respecto del apoyo brindado por algunos opositores al invasor escribiría: 

"Esta conducta (la de Francia) puede atribuirse a un orgullo nacional cuando puede ejercerse contra un estado débil... pero lo que no puedo concebir es que haya americanos que por un indigno espíritu de partido se unan al extranjero para humillar a su patria y reducirla a una condición peor que la que sufríamos en tiempos de la dominación española. Una tal felonía ni el sepulcro la puede hacer desaparecer."
Carta de San Martín a Rosas, 10 de julio de 1839.